# Ceratomia engeli
Ceratomia engeli är en fjärilsart som beskrevs av Ralph L. Chermock 1940. Ceratomia engeli ingår i släktet Ceratomia och familjen svärmare. Inga underarter finns listade i Catalogue of Life.